# 川山群岛
川山群岛（英語：Chuanshan Archipelago）是位于中国广东省珠江口西侧、南海北面的群岛，由漭洲、下川岛、上川岛三个主岛和周边121个岛屿组成，总面积为235.81平方公里，是全国第二大群岛，仅次于舟山群岛。全岛隶属于江门台山市川岛镇。

## 地理
川山群岛主要包括台山市西起镇海湾、东到三峡口之间的121个岛屿，绝大多数岛屿为大陆地块向海中延伸并出露海面形成的大陆岛，其中面积最大的是156.7平方公里的上川岛，仅漭洲、下川岛、上川岛三个主岛有居民居住。
1980年代起，川山群岛被开发为旅游度假区，2009年被评为国家4A级旅游景区。2013年省政府通过并入大广海湾经济区。